# Ayako Takagi
Ayako Takagi (高木 綾子, Takagi Ayako), née le 2 septembre 1977 à Toyota, est une flûtiste japonaise.
Lauréate de plusieurs concours internationaux, elle mène une carrière de concertiste principalement en Asie.

## Biographie
Ayako Takagi commence à jouer du piano à l'âge de trois ans, et de la flûte à huit ans,. Elle étudie la musique au lycée puis à l'Université nationale des beaux-arts et de la musique de Tokyo, où elle obtient son diplôme de maîtrise. Elle étudie la flûte avec Kazuyoshi Hashimoto, Gérard Noack, Tetsuya Kosaka, Narumi Murakami, Chang-Kook Kim, Paul Meisen (de), et la musique de chambre avec le bassoniste Koji Okazaki.
Elle gagne le premier prix du Concours de musique pour étudiants organisé par le groupe de presse Mainichi Newspapers en 1995. Pour sa première participation au concours international de flûte de Kobe en 1997, elle reçoit les encouragements du jury,.
Sans se limiter au cadre strict de la musique classique, elle attire l'attention du public en apparaissant dans des programmes télévisés et radiophoniques, ainsi que dans des publicités télévisées. Elle est invitée à jouer avec les principaux orchestres du Japon,.
Son premier CD est commercialisé en 1999.
À partir de 2002, elle se produit en Europe, avec « I Solisti Filarmonici Italiani », l'Orchestre de chambre de Stuttgart, l'Orchestre à cordes de la Scala de Milan, l'Orchestre symphonique académique de Saint-Pétersbourg (en), l'Orchestre de chambre Franz Liszt. À l'automne 2004, elle fait ses débuts en France avec l'Ensemble orchestral de Paris. Depuis son mariage en 2007, en dehors d'une tournée en Italie, elle limite sa carrière de concertiste à l'Asie : Japon, Taïwan, Hong-Kong, Shangai, Vietnam, Corée du Sud, Thaïlande, Singapour, Malaisie, Philippines.
Le compositeur Takatsugu Muramatsu lui a dédié sa pièce Earth pour flûte et piano, qu'elle a enregistrée en 2003.
Ayako Takagi est professeure associée à la Faculté de musique de l'Université des arts de Tokyo et professeure invitée au Collège de musique de l'Université privée Senzoku Gakuen de Kawasaki (Kanagawa),.
Le concours international de flûte de Kobe l'a annoncée comme membre du jury pour sa 10e édition du 26 août au 5 septembre 2021.

## Récompenses
- Takarazuka Vega Music Contest 1999 : 1er prix
- 9e Japan Flute Convention (Nagoya) 1999 : 1er prix et Prix du public
- 17e Japan Woodwind Competition for solo flute 2000 : 1er prix et Prix spécial
- 12e Nippon Steel Music Award (Tokyo) 2001 : “Fresh Artist Award”
- 70e Japan Music Competition 2001 : 1er prix dans la catégorie flûte
- Concours international de flûte de Paris Jean-Pierre Rampal 2001 : 4e prix (pas de 1er ni de 2e prix cette année-là)
- 6e Concours international de Kobe 2005 : 3e prix
- Concours international de flûte de Paris Jean-Pierre Rampal 2005 : 3e prix

## Vie privée
Ayako Takagi a épousé le tromboniste Hideya Matsunaga en 2007. Ils ont trois enfants. Elle tient un blog depuis 2005, où elle parle de sa vie de femme (maternités,…), de sa vie professionnelle (concerts, tournées, rencontres, ses flûtes et piccolos Helmuth Hammig, collègues, CD, agenda…), qu'elle mène tout en préservant sa vie de famille, et de tout ce qu'elle aime en dehors de la musique : les chats, le chocolat, la cuisine, l'Italie (dont elle parle couramment la langue), etc. 

## Publication
- (en) Ayako Takagi, Flute Song Book - Repertoire Flute Ayako Takagi Best Collection, Yamaha Music Media, 2011, 124 p. (ISBN 978-4636875331).

## Discographie
Ayako Takagi a enregistré son premier CD à l'âge de 21 ans pour Denon, label de la Nippon Columbia Co., Ltd., puis 8 autres ont suivi de 2000 à 2005, dont 5 ont été réédités de 2009 à 2012,. En 2010, pour le 10e anniversaire de sa collaboration avec Takagi, Denon a édité une compilation intitulée Syrinx, comportant un inédit (Dindi d'Antônio Carlos Jobim) et un DVD vidéo de 19 minutes. Takagi a ensuite réalisé pour le label Avex-classics l'enregistrement de l'œuvre pour flûte de Mozart en format SACD et Blu-spec CD2.
- Ayako Takagi Plays Yuming on Flute. A. Takagi, flûte et flûte alto. CD Denon COCQ-83297 (1999) et COCQ-84595 (2009).

- Ayako Takagi Plays Carpenters . A. Takagi, flûte et flûte alto. CD Denon COCQ-83420 (2000).

- Sicilienne. Estrellita (Manuel Ponce) ; En bateau - Beau soir (Debussy) ;  Liebesleid - Schön Rosmarin (Fritz Kreisler) ; Invierno porteño (Astor Piazzolla) ; Méditation de Thaïs (Massenet) ; Vocalise (Rachmaninov) ; Planys de Impresiones intimas (Federico Mompou) ; Ballet des ombres heureuses (Gluck) ; Romance en la majeur op. 94 (Schumann) ; Sicilienne (Fauré) ; Cavatine (Stanley Myers) ; Españoleta y fanfare de Fantaisie pour un Gentilhomme (Joaquín Rodrigo) ; Romance de Maître Pathelin (François Bazin) ; Les Chemins de l'amour (Poulenc). Chika Nishiwaki, piano. CD Denon COCQ-83296 (2000) et COCQ-84594 (2009).

- Gentle Dreams - Musique pour flûte du XXe siècle. Gentle Dreams - Shiraz (Dave Heath)[10] ; Ballade (Frank Martin) ; Sonatine (Henri Dutilleux) ; Sicilienne et burlesque (Alfredo Casella) ; Sonate op. 23 (Lowell Liebermann) ; Pièce pour flûte seule (Jacques Ibert). Chika Nishiwaki, piano. Enregistré 17-19 mai 2000. CD Denon COCQ-83421 (2000) et COCO-73214 (2010).

- Latin America. Valsaena (Sérgio Assad) ; Imagina - Wave - Estrada Branca (Antônio Carlos Jobim) ; Un dia de Noviembre (Leo Brouwer) ; El día que me quieras (Carlos Gardel) ; Milonga de Mis Amores (Pedro Laurenz (es)) ; Danza del trigo (Alberto Ginastera) ; Mazurka (Manuel Ponce) ; Beija-Flor (Ernesto Nazareth) ; Manhã de Carnaval du film Orfeu Negro (Luiz Bonfá) ; Palhaço (Egberto Gismonti) ; En La Tierra Mocovi (Ariel Ramirez) ; Chiquilin de Bachin (Astor Piazzolla) ; Ária (Bachianas brasileiras no 5) (Heitor Villa-Lobos) ; Canções e Momentos (Milton Nascimento). Febian Reza Pane, arrangements et piano, Chika Nishiwaki, piano, Nobuo Furukawa, violoncelle. Enregistré 11-14 mai 2000, Nippon Columbia Studio. CD Denon COCQ-83501 (2001).

- Air Blue (pour flûte seule). Folies d'Espagne (Marin Marais)) ; Sonate en la mineur Wq.132 (Carl Philipp Emanuel Bach) ; Syrinx (Debussy) ; Bergère Captive de "Trois Pièces" (Pierre-Octave Ferroud) ; Image op. 38 (Eugène Bozza) ; Étude pour flûte seule no 5 (Isang Yun) ; Soliloquy op. 44 (Lowell Liebermann) ; Air (Tōru Takemitsu). Enregistré 29-30 mai 2001, Fukushima Concert Hall. CD Denon COCQ-83553 (2001).

- Souvenir d'Italie. Concertos pour flûte et orchestre à cordes op. 10 no 3 Il Cardellino et no 2 La Notte (Vivaldi) ; Adagio du Concerto en ré mineur (Alessandro Marcello) ; Andante du Quatuor no 6 (Cimarosa) ; Fantaisie sur Guillaume Tell de Rossini - Fantaisie sur La traviata de Verdi (Giulio Briccialdi) ; Introduction et Allegro pour flûte et orchestre à cordes (Donizetti) ; Berceuse du film Pour une poignée de dollars - Le Hautbois de Gabriel du film Mission (Ennio Morricone) ; Adagio du Concerto op. 9 no 2 (Albinoni). I Solisti Filarmonici Italiani (dénommé également « New Italian Ensemble »). Enregistré 26-29 mai 2002 Villa Contarini, Piazzola sul Brenta, Italie. Denon COCQ-83597 (2002) et COCO-73255 (2011).

- Earth. Le Chant des oiseaux (Pablo Casals) ; Fantaisie pastorale hongroise (Franz Doppler) ; Suite paysanne hongroise (Béla Bartók/Paul Arma) ; Prélude à l'Après-midi d'un faune (Debussy) ; Fantaisie brillante sur Carmen de Bizet (François Borne (flûtiste)) ; Earth (Takatsugu Muramatsu). Chika Nishiwaki, piano. Enregistré 5-6 juillet 2003, Tibor Varga Studio, Sion, Suisse. JRoom Classics COCQ-83680 (2003) et COCO-73345 (2012).

- Toward the Sea. Toward the Sea (Tōru Takemitsu) ; Nubes de Buenos Aires - Candombe de los Buenos Tiempos (Máximo Diego Pujol (en)) ; Histoire du Tango (Astor Piazzolla) ; Berceuse et Sérénade (Eugène Bozza) ; Histoires - Entr'acte (Jacques Ibert) ; Pièce en forme de Habanera (Ravel). Shin-Ichi Fukuda, guitare. CD Denon COCQ-84000 (2005).

- Syrinx - Ayako Takagi Best Collection. Concerto pour flûte et orchestre à cordes op. 10 no 3 Il Cardellino (Vivaldi) ; Fantaisie pastorale hongroise (Doppler) ; Estrellita (Ponce) ; Les Chemins de l'amour (Poulenc) ; Fantaisie brillante sur Carmen (Borne) ; Syrinx (Debussy) ; Invierno porteño - Café 1930 (Astor Piazzolla) ; Dindi (A. C. Jobim) ; Un dia de Noviembre (L. Brouwer) ; Le Hautbois de Gabriel (E. Morricone) ; Earth (T. Muramatsu) ; May Spring Come (Yumi Matsutōya) + Vidéo : Concertos pour flûte et orchestre à cordes op. 10 (Vivaldi) : Allegro du no 3 Il Cardellino – Allegro et Presto du no 2 La Notte ; Le Hautbois de Gabriel (E. Morricone) ; Adagio du Concerto en ré mineur (A. Marcello), filmé 26-29 mai 2002, Villa Contarini, avec I Solisti Filarmonici Italiani. Earth (T. Muramatsu), enregistré live le 14 octobre 2004 au club STB 139 Sweet Basil de Roppongi avec Itsuko Sakano, piano. CD + DVD Denon Columbia COZQ-425/426.

- Mozart : Concertos pour flûte et orchestre K.313 et K.314, Andante K.315, cadences de A. Takagi. Orchestre de Kanazawa, dir. Seikyo Kim. Enregistré en juillet 2009. SACD AVCL-25488 (2010), Blu-spec CD2 AVCL-84048 (2014) Avex-classics.

- Mozart : Les 4 Quatuors avec flûte. Kōta Nagahara (violon),  Yasuhiro Suzuki (alto), Shohei Uemori (violoncelle). SACD AVCL-25727, Blu-spec CD2 AVCL-84049 Avex-classics (2011).